# Oreogeton rostratus
Oreogeton rostratus är en tvåvingeart som beskrevs av Collin 1928. Oreogeton rostratus ingår i släktet Oreogeton och familjen Oreogetonidae. Inga underarter finns listade i Catalogue of Life.